# Blackhorse Road (stacja kolejowa)
Blackhorse Road – stacja kolejowa i zarazem stacja metra w Londynie, na obszarze London Borough of Waltham Forest. Składa się z czterech peronów, dwóch podziemnych i dwóch na powierzchni. Te ostatnie należą do sieci kolejowej, zostały otwarte w 1894 roku, a obecnie zatrzymują się tam pociągi obsługiwane przez London Overground. W roku statystycznym 2007/8 skorzystało z nich ok. 86,5 tysiąca podróżnych. Perony podziemne działają od 1968 roku, należą do metra, a dokładniej do Victoria Line, i przechodzi przez nie ok. 6,01 mln pasażerów rocznie (2008). Na ścianie jednego z nich umieszczony został motyw czarnego konia, co nawiązuje do nazwy stacji. Stacja należy do trzeciej strefy biletowej w systemie londyńskiej komunikacji publicznej.